# Kawari
Kawari (auch: Kaori, Kaouri) ist ein Dorf in der Stadtgemeinde Matamèye in Niger.

## Geographie
Das von einem traditionellen Ortsvorsteher (chef traditionnel) geleitete Dorf befindet sich rund vier Kilometer nördlich des Stadtzentrums der Gemeinde Matamèye, die zum Departement Kantché in der Region Zinder gehört. Zu weiteren Siedlungen in der Umgebung von Kawari zählen Bossossowa im Nordosten und Gado Haoussa im Südosten.
Kawari ist Teil der Übergangszone zwischen Sahel und Sudan. Die durchschnittliche jährliche Niederschlagsmenge beträgt hier zwischen 400 und 500 mm.

## Geschichte
Kawari wurde vor 1936 zum Sitz einer Fulbe-Gruppierung, des Groupement Peulh de Kawari. Am 26. November 2004 wurde Souleymane Abdoulaye Moussa zum Anführer des Groupement Peulh de Kawari ernannt. Der damalige Energieminister Foumakoye Gado weihte 2013 die Elektrifizierung von Kawari und sechs weiteren ländlichen Siedlungen in der Region ein.

## Bevölkerung
Bei der Volkszählung 2012 hatte Kawari 1004 Einwohner, die in 170 Haushalten lebten. Bei der Volkszählung 1988 belief sich die Einwohnerzahl auf 1212 in 195 Haushalten.

## Wirtschaft und Infrastruktur
Es gibt mehrere Schulen im Dorf. Eine Untersuchung von über 3000 Dörfern in Niger in den Jahren 2014 bis 2018 ergab, dass im Gebiet mit einem Radius von einem Kilometer um Kawari 150 Hektar rein landwirtschaftlich genutzte Flächen vorhanden waren, während die Oberfläche bei 160 Hektar Land aus Ortstein bestand, was durch Übernutzung und Entfernung der Oberflächenvegetation verursacht worden war.
Die 3,65 Kilometer lange Route 742 führt von Kawari zur Nationalstraße 10. Es handelt sich um eine wenig ausgebaute Landstraße.